# Élections législatives portugaises de 2025
Les élections législatives portugaises de 2025 ont lieu le 18 mai 2025 afin de renouveler les 230 sièges de l'Assemblée de la République pour la XVIIe législature.
Initialement prévues en 2028 au plus tard, elles ont lieu de manière anticipée en raison de la démission du Premier ministre Luís Montenegro après la chute de son gouvernement minoritaire. Ce dernier est en effet visé par une affaire de possible conflits d'intérêts concernant son entreprise de conseil Spinumviva, favorisée par les projets de loi du gouvernement. L'affaire conduit le Premier ministre à démissioner après avoir échouer à obtenir la confiance des députés le 11 mars.
Le scrutin voit arriver en tête l'Alliance démocratique (AD) – Coalition PSD/CDS de Luís Montenegro, tandis que le Parti socialiste (PS) de Pedro Nuno Santos connait un important recul, qui conduit ce dernier à annoncer son retrait de la présidence du parti. Les élections sont également une victoire pour Chega (CH), qui connait le meilleur résultat de son histoire. Arrivé troisième en termes de suffrages, Chega devient deuxième en termes de sièges, ce qui permet à son dirigeant André Ventura de ravir à Pedro Nuno Santos la place de Chef de l'opposition.
En tête et en hausse par rapport aux élections précédentes malgré l'affaire ayant provoquée la chute du gouvernement sortant, la coalition gouvernementale maintient le cordon sanitaire visant Chega, tout en refusant la formation d'une grande coalition avec le PS. Les deux grand partis réitèrent leur décision de permettre à Luís Montenegro de former un nouveau gouvernement minoritaire, ce qu'il fait le 5 juin 2025

## Contexte

### Élections précédentes
À l'issue des élections législatives portugaises de 2024, la coalition des partis de centre droit Alliance démocratique (AD) arrive en tête mais échoue à remporter la majorité absolue, même avec le renfort extérieur de l'Initiative libérale (IL). La droite réaffirme ensuite son refus de gouverner avec le parti d'extrême droite Chega (CH), qui arrive troisième derrière le Parti socialiste (PS) au pouvoir et qui indique pour sa part ne pas vouloir faire obstacle à l'accession de l'AD au pouvoir.
Le 20 mars 2024, Marcelo Rebelo de Sousa confie au président du Parti social-démocrate (PPD/PSD) et chef de file de l'Alliance démocratique Luís Montenegro la mission de former le nouveau gouvernement portugais. La liste des ministres est dévoilée le 28 mars 2024. La prise de fonction du gouvernement a lieu le 2 avril suivant. Le 12 avril, l'Assemblée de la République rejette les motions de rejet du programme gouvernemental déposées par le Bloc de gauche (BE) et le Parti communiste (PCP), par 137 et 138 voix contre, 78 et 77 abstentions, et 13 voix pour.
Le Premier ministre obtient le 29 novembre 2024 l'adoption de son projet de loi de finances grâce à l'abstention des députés du Parti socialiste.

### Crise politique de 2025
Le journal Correio da Manhã évoque en février 2025 l'existence d'un possible conflit d'intérêts entre une modification législative promue par le gouvernement et les activités de l'entreprise Spinumviva fondée par le Premier ministre et dirigée par son épouse, ce qui suscite des critiques virulentes de l'opposition. Luís Montenegro annonce le 6 mars 2025 qu'il se soumettra à un vote de confiance à l'Assemblée de la République, après le rejet de deux motions de censure.
N'obtenant pas la confiance de l'Assemblée lors du vote, le 11 mars, il présente automatiquement sa démission en vertu des dispositions de l'article 195 de la Constitution portugaise. Cette démission forcée ouvre la voie à la tenue d'élections législatives anticipées au mois de mai suivant, les troisièmes depuis 2022. C'est la première fois depuis 1977 que le gouvernement perd un vote de confiance. Le président de la République, qui avait précédemment annoncé son intention de dissoudre l'Assemblée en cas de défaite du gouvernement, consulte les partis politiques et le Conseil d'État, puis annonce le 13 mars qu'il convoque des élections anticipées le 18 mai.

## Système électoral
Le Portugal est doté d'un parlement monocaméral, l'Assemblée de la République, composé de 230 sièges pourvus tous les quatre ans selon un mode de scrutin proportionnel plurinominal à listes bloquées dans 22 circonscriptions électorales. Après décompte des voix, la répartition des sièges se fait à la proportionnelle selon la méthode D'Hondt, sans seuil électoral prédéfini.
Dix-huit circonscriptions correspondent aux districts du Portugal  et deux aux régions autonomes de Madère et des Açores. Enfin, les Portugais de la diaspora élisent deux sièges en Europe et deux autres dans le reste du monde.
Le nombre de sièges attribué à chaque circonscription reste identique à celui du scrutin précédent.

## Listes

### Ayant représentation parlementaire
| Parti | Parti                                                            | Parti | Positionnement et idéologie                                      | Chef de file                         | Résultats précédents | Résultats précédents | Sièges actuels |
| Parti | Parti                                                            | Parti | Positionnement et idéologie                                      | Chef de file                         | %                    | Sièges               | Sièges actuels |
| ----- | ---------------------------------------------------------------- | ----- | ---------------------------------------------------------------- | ------------------------------------ | -------------------- | -------------------- | -------------- |
|       | AD – Coalition PSD/CDS - CDS – Parti populaire                   | AD    | Centre droit à droite Libéral-conservatisme                      | Luís Montenegro (Premier ministre)   | 30,14                | 80 / 230             | 80 / 230       |
|       | Parti socialiste                                                 | PS    | Centre gauche Social-démocratie                                  | Pedro Nuno Santos                    | 29,80                | 78 / 230             | 78 / 230       |
|       | CHEGA                                                            | CH    | Extrême droite Populisme de droite, nationalisme                 | André Ventura                        | 18,88                | 50 / 230             | 49 / 230       |
|       | Initiative libérale                                              | IL    | Centre droit à droite Libéralisme classique                      | Rui Rocha                            | 5,16                 | 8 / 230              | 8 / 230        |
|       | Bloc de gauche                                                   | BE    | Extrême gauche à gauche Socialisme démocratique, anticapitalisme | Mariana Mortágua                     | 4,56                 | 5 / 230              | 5 / 230        |
|       | Coalition démocratique unitaire - Parti écologiste « Les Verts » | CDU   | Extrême gauche à gauche Communisme, écosocialisme                | Paulo Raimundo (pt)                  | 3,32                 | 4 / 230              | 4 / 230        |
|       | LIBRE                                                            | L     | Gauche à centre gauche Écosocialisme                             | Rui Tavares Isabel Mendes Lopes (en) | 3,31                 | 4 / 230              | 4 / 230        |
|       | Personnes–Animaux–Nature                                         | PAN   | Centre gauche Animalisme, écologisme                             | Inês Sousa Real                      | 2,04                 | 1 / 230              | 1 / 230        |

### Extra-parlementaires
Le Parti de la Terre a signé un accord avec l'alliance PSD-CDS dans le Portugal continental, mais présentera des listes dans les Açores et Madère,, tandis que le Parti populaire monarchiste présente des listes dans toutes les circonscriptions, mais s'allie avec l'alliance PSD-CDS dans la circonscription des Açores.
| Liste | Liste                                       | Liste     | Positionnement et idéologie                               | Chef de file              | Résultats précédents              | Résultats précédents              |
| Liste | Liste                                       | Liste     | Positionnement et idéologie                               | Chef de file              | %                                 | Sièges                            |
| ----- | ------------------------------------------- | --------- | --------------------------------------------------------- | ------------------------- | --------------------------------- | --------------------------------- |
|       | Alternative démocratique nationale          | ADN       | Extrême droite Populisme, complotisme                     | Bruno Fialho (pt)         | 1,65                              | 0 / 230                           |
|       | Réagir, inclure, recycler                   | RIR       | Syncrétique Humanisme, populisme                          | Márcia Henriques          | 0,42                              | 0 / 230                           |
|       | Ensemble pour le peuple                     | JPP       | Centre Régionalisme, social-libéralisme,                  | Filipe Sousa              | 0,31                              | 0 / 230                           |
|       | Nouvelle Droite                             | ND        | Droite Conservatisme                                      | Ossanda Líber (pt)        | 0,27                              | 0 / 230                           |
|       | Parti communiste des travailleurs portugais | PCTP/MRPP | Extrême gauche Marxisme, maoïsme                          | Cidália Guerreiro         | 0,25                              | 0 / 230                           |
|       | Volt Portugal                               | VP        | Centre gauche à centre Fédéralisme européen, progressisme | Duarte Costa              | 0,19                              | 0 / 230                           |
|       | Ergue-te                                    | E         | Extrême droite Ultranationalisme, nativisme               | Rui Fonseca e Castro      | 0,10                              | 0 / 230                           |
|       | Parti de la Terre                           | MPT       | Centre droit Éco-capitalisme, libéralisme vert            |                           | 0,07                              | 0 / 230                           |
|       | Parti travailliste portugais                | PTP       | Gauche à centre gauche Travaillisme                       | Edgar Silva               | 0,04                              | 0 / 230                           |
|       | Nous, citoyens !                            | NC        | Centre droit Libéralisme, société civile                  | Joaquim Rocha Afonso (pt) | 0,04                              | 0 / 230                           |
|       | Parti populaire monarchiste                 | PPM       | Droite Monarchisme, conservatisme                         | Gonçalo da Câmara Pereira | En alliance avec le PSD et le CDS | En alliance avec le PSD et le CDS |
|       | Parti libéral-social                        | PLS       | Centre à centre droit Libéralisme social                  |                           | Nouveau (inscrit en 2025)         | Nouveau (inscrit en 2025)         |

### Listes par circonscriptions
X = présente une liste, — = ne présente pas de liste
| Partis | Partis  | Circonscriptions | Circonscriptions | Circonscriptions | Circonscriptions | Circonscriptions | Circonscriptions | Circonscriptions | Circonscriptions | Circonscriptions | Circonscriptions | Circonscriptions | Circonscriptions | Circonscriptions | Circonscriptions | Circonscriptions | Circonscriptions | Circonscriptions | Circonscriptions | Circonscriptions | Circonscriptions | Circonscriptions | Circonscriptions |
| Partis | Partis  | A                | Be               | Bra              | Brg              | CB               | Co               | E                | F                | G                | Le               | Li               | Pa               | Po               | Sa               | Se               | VdC              | VR               | Vs               | Aç               | Ma               | Eu               | HE               |
| ------ | ------- | ---------------- | ---------------- | ---------------- | ---------------- | ---------------- | ---------------- | ---------------- | ---------------- | ---------------- | ---------------- | ---------------- | ---------------- | ---------------- | ---------------- | ---------------- | ---------------- | ---------------- | ---------------- | ---------------- | ---------------- | ---------------- | ---------------- |
|        | PSD/CDS | X                | X                | X                | X                | X                | X                | X                | X                | X                | X                | X                | X                | X                | X                | X                | X                | X                | X                | X                | X                | X                | X                |
|        | PS      | X                | X                | X                | X                | X                | X                | X                | X                | X                | X                | X                | X                | X                | X                | X                | X                | X                | X                | X                | X                | X                | X                |
|        | CH      | X                | X                | X                | X                | X                | X                | X                | X                | X                | X                | X                | X                | X                | X                | X                | X                | X                | X                | X                | X                | X                | X                |
|        | IL      | X                | X                | X                | X                | X                | X                | X                | X                | X                | X                | X                | X                | X                | X                | X                | X                | X                | X                | X                | X                | X                | X                |
|        | BE      | X                | X                | X                | X                | X                | X                | X                | X                | X                | X                | X                | X                | X                | X                | X                | X                | X                | X                | X                | X                | X                | X                |
|        | CDU     | X                | X                | X                | X                | X                | X                | X                | X                | X                | X                | X                | X                | X                | X                | X                | X                | X                | X                | X                | X                | X                | X                |
|        | L       | X                | X                | X                | X                | X                | X                | X                | X                | X                | X                | X                | X                | X                | X                | X                | X                | X                | X                | X                | X                | X                | X                |
|        | PAN     | X                | X                | X                | X                | X                | X                | X                | X                | X                | X                | X                | X                | X                | X                | X                | X                | X                | —                | X                | X                | X                | X                |
|        | ADN     | X                | X                | X                | X                | X                | X                | X                | X                | X                | X                | X                | X                | X                | X                | X                | X                | X                | X                | X                | X                | X                | X                |
|        | RIR     | X                | X                | X                | X                | X                | X                | X                | X                | X                | X                | X                | X                | X                | X                | X                | X                | X                | X                | X                | X                | X                | X                |
|        | JPP     | —                | —                | X                | —                | —                | X                | —                | X                | —                | —                | X                | —                | X                | —                | X                | —                | —                | —                | X                | X                | X                | X                |
|        | ND      | X                | X                | X                | —                | —                | X                | —                | X                | —                | X                | X                | —                | X                | —                | X                | —                | —                | X                | —                | X                | X                | X                |
|        | PCTP    | X                | X                | —                | —                | X                | —                | —                | —                | —                | —                | X                | X                | X                | —                | X                | —                | —                | —                | —                | —                | X                | X                |
|        | VP      | X                | X                | X                | X                | X                | X                | X                | X                | X                | X                | X                | X                | X                | X                | X                | X                | X                | X                | —                | —                | X                | X                |
|        | E       | X                | X                | X                | X                | X                | X                | X                | X                | X                | X                | X                | X                | X                | X                | X                | X                | X                | X                | X                | X                | X                | X                |
|        | MPT     | [ e ]            | [ e ]            | [ e ]            | [ e ]            | [ e ]            | [ e ]            | [ e ]            | [ e ]            | [ e ]            | [ e ]            | [ e ]            | [ e ]            | [ e ]            | [ e ]            | [ e ]            | [ e ]            | [ e ]            | [ e ]            | X                | X                | [ e ]            | [ e ]            |
|        | PTP     | —                | —                | —                | —                | —                | —                | —                | —                | —                | —                | —                | —                | —                | —                | —                | —                | —                | —                | —                | X                | —                | —                |
|        | NC      | X                | —                | —                | —                | —                | —                | X                | —                | X                | —                | X                | —                | X                | —                | X                | —                | —                | —                | —                | —                | X                | X                |
|        | PPM     | X                | X                | X                | X                | X                | X                | X                | X                | X                | X                | X                | X                | X                | X                | X                | X                | X                | X                | [ f ]            | X                | X                | X                |
|        | PLS     | —                | —                | —                | —                | —                | —                | —                | —                | —                | —                | X                | —                | X                | —                | X                | —                | —                | —                | —                | —                | X                | X                |

## Sondages

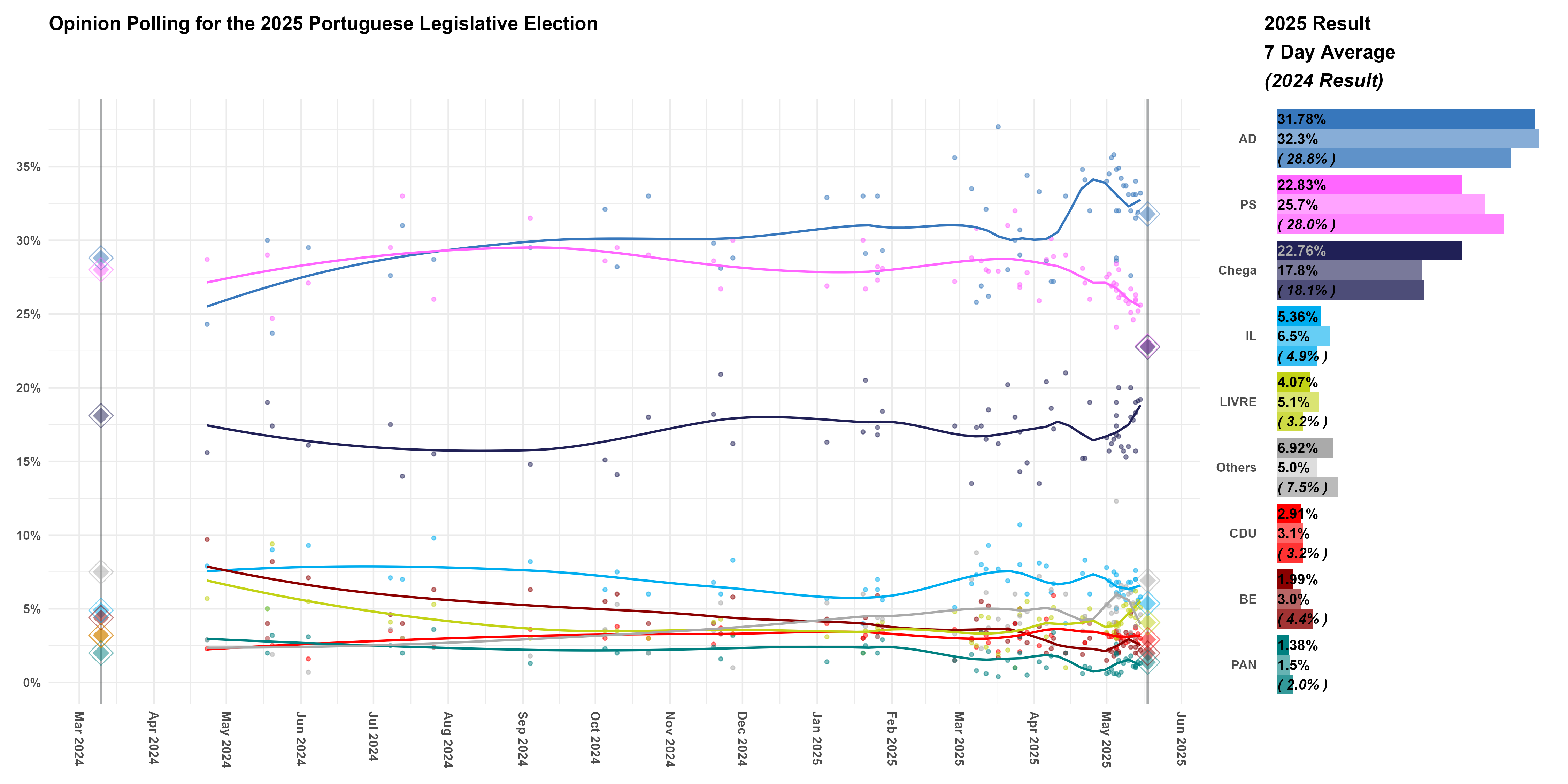
Moyenne lissée des sondages depuis les précédentes élections

## Résultats

### Nationaux
|                                               |                                                         |                                                         |            |       |      |               |               |  |  |  |  |  |  |  |
| Parti                                         | Parti                                                   | Parti                                                   | Voix       | %     | +/-  | Sièges        | +/-           |  |  |  |  |  |  |  |
|                                               |                                                         | Parti social-démocrate (PPD/PSD)                        | 1 971 602  | 32,54 | 3,08 | 86            | 10            |  |  |  |  |  |  |  |
|                                               | CDS – Parti populaire (CDS-PP)                          | 2                                                       | 1 971 602  | 32,54 | 3,08 | en stagnation |               |  |  |  |  |  |  |  |
|                                               | PSD/CDS/PPM                                             | 36 886                                                  | 0,61       | 0,07  | 3    | 1             |               |  |  |  |  |  |  |  |
| Total AD – Coalition PSD/CDS (PPD/PSD.CDS-PP) | Total AD – Coalition PSD/CDS (PPD/PSD.CDS-PP)           | 2 008 488                                               | 33,15      | 3,01  | 91   | 11            |               |  |  |  |  |  |  |  |
|                                               | Parti socialiste (PS)                                   | Parti socialiste (PS)                                   | 1 442 546  | 23,81 | 5,45 | 58            | 20            |  |  |  |  |  |  |  |
|                                               | Chega (CH)                                              | Chega (CH)                                              | 1 438 554  | 23,74 | 4,86 | 60            | 10            |  |  |  |  |  |  |  |
|                                               | Initiative libérale (IL)                                | Initiative libérale (IL)                                | 338 974    | 5,59  | 0,43 | 9             | 1             |  |  |  |  |  |  |  |
|                                               | LIBRE (L)                                               | LIBRE (L)                                               | 257 291    | 4,25  | 0,94 | 6             | 2             |  |  |  |  |  |  |  |
|                                               | Coalition démocratique unitaire (PCP-PEV)               | Coalition démocratique unitaire (PCP-PEV)               | 183 686    | 3,03  | 0,29 | 3             | 1             |  |  |  |  |  |  |  |
|                                               | Bloc de gauche (BE)                                     | Bloc de gauche (BE)                                     | 125 808    | 2,08  | 2,48 | 1             | 4             |  |  |  |  |  |  |  |
|                                               | Personnes–Animaux–Nature (PAN)                          | Personnes–Animaux–Nature (PAN)                          | 86 930     | 1,43  | 0,61 | 1             | en stagnation |  |  |  |  |  |  |  |
|                                               | Alternative démocratique nationale (ADN)                | Alternative démocratique nationale (ADN)                | 81 660     | 1,35  | 0,30 | 0             | en stagnation |  |  |  |  |  |  |  |
|                                               | Ensemble pour le peuple (JPP)                           | Ensemble pour le peuple (JPP)                           | 20 900     | 0,34  | 0,03 | 1             | 1             |  |  |  |  |  |  |  |
|                                               | Réagir, inclure, recycler (RIR)                         | Réagir, inclure, recycler (RIR)                         | 14 021     | 0,23  | 0,19 | 0             | en stagnation |  |  |  |  |  |  |  |
|                                               | Volt Portugal (VP)                                      | Volt Portugal (VP)                                      | 12 150     | 0,20  | 0,01 | 0             | en stagnation |  |  |  |  |  |  |  |
|                                               | Parti communiste des travailleurs portugais (PCTP/MRPP) | Parti communiste des travailleurs portugais (PCTP/MRPP) | 11 896     | 0,20  | 0,05 | 0             | en stagnation |  |  |  |  |  |  |  |
|                                               | Nouvelle Droite (ND)                                    | Nouvelle Droite (ND)                                    | 10 216     | 0,17  | 0,10 | 0             | en stagnation |  |  |  |  |  |  |  |
|                                               | Ergue-te (E)                                            | Ergue-te (E)                                            | 9 046      | 0,15  | 0,05 | 0             | en stagnation |  |  |  |  |  |  |  |
|                                               | Parti libéral-social (PLS)                              | Parti libéral-social (PLS)                              | 7 332      | 0,12  | Nv.  | 0             | en stagnation |  |  |  |  |  |  |  |
|                                               | Parti populaire monarchiste (PPM)                       | Parti populaire monarchiste (PPM)                       | 5 616      | 0,09  | 0,08 | 0             | en stagnation |  |  |  |  |  |  |  |
|                                               | Nous, citoyens ! (NC)                                   | Nous, citoyens ! (NC)                                   | 3 304      | 0,05  | 0,01 | 0             | en stagnation |  |  |  |  |  |  |  |
|                                               | Parti de la Terre (MPT)                                 | Parti de la Terre (MPT)                                 | 478        | 0,01  | 0,06 | 0             | en stagnation |  |  |  |  |  |  |  |
|                                               | Parti travailliste portugais (PTP)                      | Parti travailliste portugais (PTP)                      | 425        | 0,01  | 0,03 | 0             | en stagnation |  |  |  |  |  |  |  |
|                                               |                                                         |                                                         |            |       |      |               |               |  |  |  |  |  |  |  |
| Suffrages exprimés                            | Suffrages exprimés                                      | Suffrages exprimés                                      | 6 059 321  | 97,60 |      |               |               |  |  |  |  |  |  |  |
| Votes blancs                                  | Votes blancs                                            | Votes blancs                                            | 87 654     | 0,81  |      |               |               |  |  |  |  |  |  |  |
| Votes invalides                               | Votes invalides                                         | Votes invalides                                         | 172 994    | 1,59  |      |               |               |  |  |  |  |  |  |  |
| Total                                         | Total                                                   | Total                                                   | 6 319 969  | 100   | –    | 230           | en stagnation |  |  |  |  |  |  |  |
| Abstentions                                   | Abstentions                                             | Abstentions                                             | 4 468 847  | 41,75 |      |               |               |  |  |  |  |  |  |  |
| Inscrits/Participation                        | Inscrits/Participation                                  | Inscrits/Participation                                  | 10 848 816 | 58,25 |      |               |               |  |  |  |  |  |  |  |

### Résultats par districts

#### Résumé
| Circonscription  | PSD/CDS | PSD/CDS | PS    | PS   | CH    | CH   | IL   | IL   | L    | L    | CDU   | CDU  | BE   | BE   | PAN  | PAN  | JPP   | JPP  | Autres | Total Sièges | Total Sièges |
| ---------------- | ------- | ------- | ----- | ---- | ----- | ---- | ---- | ---- | ---- | ---- | ----- | ---- | ---- | ---- | ---- | ---- | ----- | ---- | ------ | ------------ | ------------ |
| Circonscription  |         |         |       |      |       |      |      |      |      |      |       |      |      |      |      |      |       |      | Autres | Total Sièges | Total Sièges |
| Circonscription  | %       | Élus    | %     | Élus | %     | Élus | %    | Élus | %    | Élus | %     | Élus | %    | Élus | %    | Élus | %     | Élus | %      | Total Sièges | Total Sièges |
| Aveiro           | 40,52   | 7       | 22,29 | 4    | 21,25 | 4    | 5,81 | 1    | 3,16 | —    | 1,22  | —    | 1,74 | —    | 1,27 | —    |       |      | 2,75   | 16           |              |
| Beja             | 21,39   | 1       | 27,12 | 1    | 28,38 | 1    | 2,00 | —    | 2,15 | —    | 13,88 | —    | 1,89 | —    | 0,88 | —    |       |      | 2,31   | 3            |              |
| Braga            | 37,33   | 8       | 23,67 | 5    | 22,59 | 5    | 6,92 | 1    | 3,13 | —    | 1,73  | —    | 1,89 | —    | 0,98 | —    | 0,06  | —    | 1,70   | 19           |              |
| Bragance         | 44,90   | 2       | 26,08 | 1    | 20,95 | —    | 2,26 | —    | 1,16 | —    | 1,06  | —    | 0,87 | —    | 0,67 | —    |       |      | 2,05   | 3            |              |
| Castelo Branco   | 33,20   | 2       | 29,39 | 1    | 24,02 | 1    | 3,11 | —    | 2,62 | —    | 2,20  | —    | 1,69 | —    | 0,93 | —    |       |      | 2,83   | 4            |              |
| Coimbra          | 35,44   | 4       | 28,25 | 3    | 18,96 | 2    | 4,58 | —    | 4,18 | —    | 2,59  | —    | 2,24 | —    | 1,26 | —    | 0,07  | —    | 2,43   | 9            |              |
| Évora            | 25,41   | 1       | 28,48 | 1    | 25,43 | 1    | 2,91 | —    | 2,77 | —    | 10,42 | —    | 1,79 | —    | 0,95 | —    |       |      | 1,83   | 3            |              |
| Faro             | 26,35   | 3       | 21,00 | 2    | 34,67 | 4    | 4,46 | —    | 3,43 | —    | 2,74  | —    | 2,54 | —    | 1,85 | —    | 0,12  | —    | 2,83   | 9            |              |
| Guarda           | 40,75   | 1       | 27,20 | 1    | 21,76 | 1    | 2,52 | —    | 1,55 | —    | 1,31  | —    | 1,27 | —    | 0,77 | —    |       |      | 2,88   | 3            |              |
| Leiria           | 38,24   | 5       | 19,59 | 2    | 23,81 | 3    | 6,22 | —    | 3,62 | —    | 2,13  | —    | 1,98 | —    | 1,21 | —    |       |      | 3,20   | 10           |              |
| Lisbonne         | 29,08   | 15      | 24,19 | 12   | 21,34 | 11   | 7,79 | 4    | 7,02 | 3    | 3,64  | 1    | 2,40 | 1    | 1,87 | 1    | 0,07  | —    | 2,59   | 48           |              |
| Portalegre       | 27,36   | —       | 28,79 | 1    | 30,72 | 1    | 1,97 | —    | 1,76 | —    | 5,36  | —    | 1,31 | —    | 0,71 | —    |       |      | 2,01   | 2            |              |
| Porto            | 34,99   | 15      | 24,57 | 11   | 21,14 | 9    | 6,25 | 2    | 4,40 | 2    | 2,33  | 1    | 2,07 | —    | 1,53 | —    | 0,07  | —    | 2,66   | 40           |              |
| Santarém         | 31,39   | 4       | 23,34 | 2    | 28,87 | 3    | 4,03 | —    | 3,30 | —    | 3,69  | —    | 1,84 | —    | 1,16 | —    |       |      | 2,39   | 9            |              |
| Setúbal          | 21,46   | 5       | 25,54 | 5    | 26,98 | 6    | 5,63 | 1    | 5,95 | 1    | 7,26  | 1    | 2,72 | —    | 1,92 | —    | 0,09  | —    | 2,45   | 19           |              |
| Viana do Castelo | 40,65   | 3       | 22,31 | 1    | 23,59 | 1    | 3,92 | —    | 2,67 | —    | 2,03  | —    | 1,68 | —    | 0,95 | —    |       |      | 2,20   | 5            |              |
| Vila Real        | 45,45   | 3       | 25,18 | 1    | 20,50 | 1    | 2,23 | —    | 1,57 | —    | 1,26  | —    | 1,03 | —    | 0,70 | —    |       |      | 2,09   | 5            |              |
| Viseu            | 43,93   | 4       | 22,47 | 2    | 22,76 | 2    | 3,21 | —    | 2,18 | —    | 1,24  | —    | 1,23 | —    |      |      |       |      | 2,98   | 8            |              |
| Açores           | 38,13   | 3       | 24,63 | 1    | 23,83 | 1    | 3,60 | —    | 2,62 | —    | 1,27  | —    | 2,18 | —    | 1,36 | —    | 0,28  | —    | 2,11   | 5            |              |
| Madère           | 42,07   | 3       | 13,70 | 1    | 21,27 | 1    | 2,68 | —    | 1,28 | —    | 1,29  | —    | 1,37 | —    | 1,06 | —    | 12,53 | 1    | 2,75   | 6            |              |
| Europe           | 21,67   | 1       | 20,03 | —    | 41,71 | 1    | 3,74 | —    | 3,26 | —    | 1,28  | —    | 2,75 | —    | 2,36 | —    | 0,32  | —    | 2,89   | 2            |              |
| Hors d'Europe    | 29,39   | 1       | 20,25 | —    | 31,17 | 1    | 3,18 | —    | 1,54 | —    | 0,90  | —    | 2,71 | —    | 3,11 | —    | 0,37  | —    | 7,38   | 2            |              |
|                  |         |         |       |      |       |      |      |      |      |      |       |      |      |      |      |      |       |      |        |              |              |
| Total            | 33,15   | 91      | 23,81 | 58   | 23,74 | 60   | 5,59 | 9    | 4,25 | 6    | 3,03  | 3    | 2,08 | 1    | 1,43 | 1    | 0,34  | 1    | 2,58   | 230          |              |

## Analyse et conséquences
Les élections voient arriver en tête l'Alliance démocratique (AD) – Coalition PSD/CDS du Premier ministre Luís Montenegro, avec des résultats en hausse par rapport à celles de 2024. Le succès du Premier ministre malgré sa chute sur une question de confiance pour une affaire de conflit d'intérêts fait notamment ressortir le peu d'effet des « affaires » sur la campagne. S'il n'obtient pas la majorité absolue dans le cadre d'un système électoral proportionnel où cette dernière est rare, il distance cette fois ci nettement son principal adversaire, le Parti socialiste (PS). Luís Montenegro se voit ainsi assuré de se maintenir au poste de Premier ministre, ce qui l'amène à déclarer que « Le peuple a parlé, il a accordé un vote de confiance à ce gouvernement, c’est une grande victoire ». 
Mené par Pedro Nuno Santos, le Parti socialiste sort en effet grand perdant du scrutin, qui le voit essuyer la perte d'un quart de ses sièges. Là où la défaite du parti l'année précédente s'était faite « de justesse » sur moins d'un pourcent des voix par rapport à l'AD, le PS est cette fois ci distancé de près de dix points de pourcentages. Le recul est particulièrement sévère pour le parti, qui réunissait à lui seul la majorité absolue des sièges trois. ans plus tôt. Sa troisième place en termes de sièges fait notamment perdre son rôle de Chef de l'opposition à Pedro Nuno Santos, qui reconnait sa défaite et annonce dans la soirée son intention de se retirer de la présidence du parti après l'organisation d'une élection interne, pour laquelle il ne sera pas candidat,. Le journal Observador évoque une « déroute » tandis que le quotidien Público titre sur un « cataclysme » et regrette au lendemain du scrutin que « Le pays rouge au sud est un lointain souvenir, maintenant que la couleur dominante est le 'bleu Chega'" »,.
Les élections sont en effet une victoire pour Chega (CH), qui sort deuxième grand gagnant du scrutin. La formation d'André Ventura réalise ainsi son meilleur résultat depuis sa création six ans plus tôt, avec plus d'un quart des sièges. L'ascension du parti d'extrême droite est remarquée dans la presse internationale, Chega ne détenant encore qu'un seul siège moins de six ans auparavant, permettant au pays de se croire alors « immunisé » à la montée des extrêmes constatée partout ailleurs en Europe. Arrivé troisième en termes de suffrages et même deuxième en termes de sièges, le parti aurait bénéficié de la prédominance dans la campagne des thèmes de l'éthique des politiciens et de l'immigration, deux thèmes chers au parti. Confronté à une forte hausse de l'immigration, le Portugal a ainsi vu quadruplé sa population d'étrangers depuis 2017, atteignant en 2025 près de 15 % de la population,. Tout comme l'AD, Chega sort indemne des scandales ayant émaillés la campagne, qui avait vue des élus du parti être accusés de vol de valises à l'aéroport de la capitale Lisbonne ou de proxénétisme. Devenu officiellement Chef de l'opposition, André Ventura se félicite au soir du scrutin d'avoir « tué le bipartisme ». Sa formation demeure cependant l'objet d'un cordon sanitaire de la part des autres partis, dont surtout la coalition de Luís Montenegro, rendant impossible son accession au pouvoir,. Le Premier ministre sortant avait ainsi porté le slogan « Non, c'est non » au cours de la campagne, résumant ainsi sa position vis-à-vis d'une coalition avec Chega.
S'il obtient un très faible résultat et un seul siège, le parti Ensemble pour le peuple (JPP) se fait remarquer en devenant le premier parti régional à entrer au parlement dans l'histoire de la République portugaise. Son chef, Filipe Sousa, promet à cette occasion d'être la « voix des îles [de Madère] »,.
Malgré les bons résultats de l'Alliance démocratique, qui l'amène à déclarer que « Le peuple souhaite ce gouvernement. Le peuple souhaite ce Premier ministre », Luís Montenegro n'obtient pas les moyens de mettre fin à son « inconfortable » situation de gouvernement minoritaire. Avec le refus de nouer une alliance avec Chega, la coalition ne dispose en effet pas d'alliés suffisants pour atteindre la majorité absolue, et ce malgré la légère progression de l'Initiative libérale (IL), arrivé quatrième,. Reconnaissant qu'il en « aurait voulu plus », le dirigeant de cette dernière, Rui Rocha, rejette rapidement l'idée d'une telle alliance. Luis Montenegro demeure néanmoins à l'abri de la formation d'une coalition à gauche par le PS, dont les alliés potentiels lui font tout autant défauts pour obtenir la majorité. Si le parti Libre obtient ses meilleurs résultats depuis sa création onze ans plus tôt, avec un total de six sièges, et se dénote comme la seule formation de gauche à connaître une progression, la Coalition démocratique unitaire (CDU) et le Bloc de gauche connaissent quant à eux leur pire résultats, respectivement depuis 1987 et 1999,,. Le président de la CDU, Paulo Raimundo, déclare avoir « résisté dans un contexte particulièrement exigeant ». La dirigeante du Bloc de gauche, Mariana Mortágua, reconnait quant à elle une « grande défaite », tout en affirmant vouloir se maintenir lors du prochain congrès du parti.
Bien que ni le PS ni Chega ne constituent des partenaires de coalition viables, tout deux assurent ne pas avoir l'intention de faire tomber un nouveau gouvernement minoritaire. Ce dernier, dépendant de leur bon vouloir pour faire passer des lois, leur permet en effet de négocier au cas par cas le contenu des projets de loi, ainsi que du budget.

## Formation du gouvernement
Du 20 au 23 mai 2025, le président de la République Marcelo Rebelo de Sousa consulte une première fois les dirigeants des partis politiques. Une fois le vote des expatriés compté, il reçoit les dirigeants de la coalition PSD/CDS, de Chega et du Parti socialiste, puis il charge Luís Montenegro de constituer le nouveau gouvernement. À l'ouverture de la XVIIe législature le 3 juin, José Pedro Aguiar-Branco est réélu président de l'Assemblée de la République par 202 voix pour 25 abstentions.
Le Premier ministre désigné présente le 4 juin sa liste de 16 ministres au chef de l'État. Le XXVe gouvernement constitutionnel est assermenté par le président de la République et entre en fonction le 5 juin au palais national d'Ajuda. Le 18 juin, le programme du gouvernement est approuvé par l'Assemblée de la République, à la suite du refus de la motion de rejet présentée par le Parti communiste.